# 胡青牛
胡青牛，金庸武侠小说《倚天屠龙记》中的人物，為一名大夫，醫術十分高明，幾乎任何的奇難雜症都能治好。
妻子為用毒相當高明的王難姑，因為隱居蝶谷，稱為蝶谷醫仙，外號「見死不救」，原因是除明教中人外，其他人一概不醫。
應明教常遇春之託，破戒醫治非明教之人的張無忌，但仍無法使他痊癒。
在治療期間，和張無忌成為了忘年之交，到後來，張無忌從他身上所學的醫術甚至有青出於藍之勢。
最後夫婦二人雖然退隱，仍被為夫復仇的明教四大護教法王之首金花婆婆即「紫衫龍王」黛绮丝所殺害，棄屍於蝴蝶谷附近的枯樹上。

## 影视形象

### 劇集
- 羅國維：香港無綫電視《倚天屠龍記》（1978年）
- 王宇：台灣台視《倚天屠龍記》（1984年）
- 關海山：香港無綫電視《倚天屠龍記》（1986年）
- 郭子乾：台灣台視《倚天屠龍記》（1994年）
- 安德尊：香港無綫電視《倚天屠龍記》（2001年）
- 梁天：中國亞環影音《倚天屠龍記》（2003年）
- 杜玉明：中國華誼兄弟、華夏視聽聯合出品《倚天屠龍記》（2009年）
- 寧文彤：中國華夏視聽、企鵝影視聯合出品《倚天屠龍記》（2019年）

### 電影
- 吳孟達：《倚天屠龍記》及《倚天屠龍記大結局》（1978年）、《魔劍屠龍》（1984年），邵氏公司